# Ouvrage de Roquebrune
L'ouvrage de Roquebrune est  une fortification faisant partie de la ligne Maginot, située sur la commune de Roquebrune-Cap-Martin, dans le département des Alpes-Maritimes.
Constitué de quatre blocs, il s'agit de l'avant-dernier gros ouvrage de la ligne avant la mer Méditerranée. Pendant les combats de juin 1940 contre l'armée italienne, son action s'est limitée à des tirs pendant deux jours mais a participé à stopper l'avance des soldats italiens.

## Description
L'ouvrage a été construit dans la partie septentrionale de la commune de Roquebrune-Cap-Martin, sur une hauteur à l'est de l'ancien village perché de Roquebrune, sur la cote 343 au lieu-dit Le Cornillat, surplombant au nord la vallée du torrent de Gorbio, à l'est l'agglomération de Menton et au sud-est le cap Martin. 

### Position sur la ligne
L'ouvrage a pour but de défendre le territoire français contre l'armée italienne, débouchant de Menton. La partie la plus méridionale de la ligne Maginot, le secteur fortifié des Alpes-Maritimes, était subdivisée en cinq sous-secteurs : Roquebrune se trouve dans celui le plus au sud, le « sous-secteur des Corniches », qui comprenait deux lignes successives de fortifications.
La plus puissante est appelée la « ligne principale de résistance ». Dans le sous-secteur des Corniches, elle se situe en retrait à cinq kilomètres de la frontière franco-italienne, le long des hauteurs bordant à l'ouest de la vallée du Careï, avec un succession d'ouvrages bétonnés, s'appuyant mutuellement avec des mitrailleuses et de l'artillerie sous casemates : les ouvrages du Col-des-Banquettes (EO 7), de Castillon (EO 8), de Sainte-Agnès (EO 9), du Col-de-Garde (EO 10), du Mont-Agel (EO 11), de Roquebrune (EO 13), de la Croupe-du-Réservoir (EO 14) et de Cap-Martin (EO 15). L'ouvrage de Roquebrune croise ses feux d'artillerie avec l'ouvrage de Sainte-Agnès à 3 200 m de distance plus au nord et avec celui de Cap-Martin à 1 800 m au sud-est. La continuité des tirs de mitrailleuses est assurée entre Roquebrune et Sainte-Agnès par le petit ouvrage du Col-de-Garde, qui se trouve à 1 900 m de distance de Roquebrune, le tout renforcé par plusieurs blockhaus d'infanterie sur les routes menant à Gorbio ainsi que dans le quartier du cap Martin.
En avant de cette ligne principale, une seconde ligne a été construite pour donner l'alerte, retarder au maximum une attaque brusquée et couvrir un peu les trois communes se trouvant à l'est des ouvrages (du nord au sud Castillon, Castellar et Menton). Cette ligne est composée d'« avant-postes », qui sont beaucoup plus petits (et beaucoup moins chers) que les ouvrages de la ligne principale ; sur les 29 avant-postes alpins (AP), sept ont été construits dans le sous-secteur des Corniches. Six de ces avant-postes barrent les différents chemins descendant de la ligne de crêtes marquant la frontière : du nord au sud l'AP de la Baisse-de-Scuvion (à 1 154 m d'altitude, sous le mont Roulabre), l'AP de Pierre-Pointue (à 1 156 m), l'AP de Fascia-Founda (dans la Baisse de Faïche-Fonda, à environ 1 000 m d'altitude), l'AP de la Péna (sur le rocher de la Penna, à 727 m), l'AP de La Colletta (sur le chemin de l'Orméa, à 466 m), l'AP du Collet-du-Pillon (sur le chemin des Granges de Saint-Paul, à 400 m, aujourd'hui sous les remblais d'un terrain de sport) et l'AP de Pont-Saint-Louis (barrant la route littorale).

### Souterrains
Comme tous les autres ouvrages de la ligne Maginot, celui de Roquebrune est conçu pour résister à un bombardement d'obus de très gros calibre. Les organes de soutien sont donc aménagés en souterrain, creusés au minimum sous douze mètres de roche, tandis que les organes de combat, dispersés en surface sous forme de blocs, sont protégés par d'épais cuirassements en acier et des couches de béton armé.
La caserne de temps de guerre, la salle des filtres à air, les PC, le central téléphonique, le poste de secours, la cuisine, les latrines, les magasins à munitions, les réservoirs d'eau, de gazole et de nourriture sont tous en souterrain, reliés entre eux par des galeries équipées d'une voie ferrée étroite de 60 cm où roulent des wagonnets poussés à bras (les caisses d'obus font de 80 à 105 kg).
En cas de coupure de l'alimentation électrique (du 210 volts alternatif, fournit par le réseau civil) nécessaire à l'éclairage et aux monte-charges, l'usine de l'ouvrage dispose de trois groupes électrogènes, composés chacun d'un moteur Diesel Als.Thom (de 89 ch) couplé à un alternateur, complétés par un petit groupe auxiliaire (un moteur CLM 1 PJ 65, de 8 ch à 1 000 tr/min) servant à l'éclairage d'urgence de l'usine et au démarrage pneumatique des gros moteurs. Le refroidissement des moteurs se fait par circulation d'eau.

### Blocs
En surface, quatre blocs sont dispersés autour du sommet. Chaque bloc de combat dispose d'une certaine autonomie, avec ses propres magasins à munitions (le M 3 à côté de la chambre de tir et le M 2 en bas du bloc), sa salle de repos, son PC, ainsi que son système de ventilation et de filtration de l'air. L'ensemble des blocs est ceinturé par un réseau de fils de fer barbelés, toute la zone est battue par les fusils mitrailleurs (des MAC 24/29 tirant 200 à 400 balles à la minute, l'alimentation se faisant par chargeurs droits de 25 cartouches) installés dans les différents créneaux et cloches, se soutenant mutuellement. L'accès à chaque façade est bloqué par un fossé diamant, qui sert aussi à recevoir les débris de béton lors des bombardements. Étant donné que les positions de mise en batterie pour de l'artillerie lourde sont rares en montagne, le niveau de protection est moins important que dans le Nord-Est (les ouvrages construits en Alsace, en Lorraine et dans le Nord). Dans le Sud-Est (les Alpes), les dalles des blocs font 2,5 mètres d'épaisseur (théoriquement à l'épreuve de deux coups d'obus de 300 mm), les murs exposés 2,75 m, les autres murs, les radiers et les planchers un mètre. L'intérieur des dalles et murs exposés est en plus recouvert de 5 mm de tôle pour protéger le personnel de la formation de ménisque (projection de béton à l'intérieur, aussi dangereux qu'un obus).
Le bloc 1, à l'ouest, donnant sur la route d'accès, sert d'entrée mixte à l'ouvrage, regroupant l'entrée du matériel, qui se fait par un pont-levis ajouré (par lequel peut entrer un petit camion) et l'entrée du personnel, par une porte blindée. Il est défendu par deux créneaux pour fusil mitrailleur, une cloche GFM (pour guetteur ou fusil mitrailleur) et une cloche LG (lance-grenades). Les fusils mitrailleurs (FM) de l'ouvrage étaient chacun protégé par une trémie blindée et étanche (pour la protection contre les gaz de combat). Ils tirent la cartouche de 7,5 mm à balle lourde (modèle 1933 D de 12,35 g au lieu de 9 g pour la modèle 1929 C). Ces FM étaient des MAC modèle 1924/1929 D, dont la portée maximale est de 3 000 mètres, avec une portée pratique de l'ordre de 600 mètres. L'alimentation du FM se fait par chargeurs droits de 25 cartouches, avec un stock de 14 000 par cloche GFM, 7 000 par FM de casemate et 1 000 pour un FM de porte ou de défense intérieure. La cadence de tir maximale est de 500 coups par minute, mais elle est normalement de 200 à 140 coups par minute,.
Le bloc 2 est juste à l'est du bloc d'entrée : c'est une casemate d'artillerie, tirant vers le sud. À cause du manque de place, les armes sont étagées sur deux niveaux, avec au niveau du sol deux canons-mortiers de 75 mm modèle 1931 (les visières ont la particularité d'être en forme de vague) et un poste optique (par un créneau) vers l'ouvrage de Cap-Martin, ainsi qu'en sous-sol deux mortiers de 81 mm, auxquels se rajoutent sur les dessus une cloche mitrailleuses (en jumelage) et deux cloches GFM. Ces matériels d'artillerie ont une portée plutôt courte, avec un tir courbe, pour battre les replis du relief : le canon-mortier de 75 mm modèle 1931 a une portée maximum de 5 900 mètres (tirant des obus semi-encartouchés) à une cadence de 12 à 13 coups par minute, tandis que le mortier de 81 mm modèle 1932 tire à un maximum d'environ 3 500 mètres à raison de 12 à 15 coups par minute. Les mitrailleuses étaient des MAC modèle 1931 F, montées en jumelage (JM) pour pouvoir tirer alternativement, permettant le refroidissement des tubes. La portée maximale avec cette balle (Vo = 694 m/s) est théoriquement de 4 900 mètres (sous un angle de 45°, mais la trémie limite le pointage en élévation à 15° en casemate), la hausse est graduée jusqu'à 2 400 mètres et la portée utile est plutôt de 1 200 mètres. Les chargeurs circulaires pour cette mitrailleuse sont de 150 cartouches chacun, avec un stock de 50 000 cartouches pour chaque jumelage. La cadence de tir théorique est de 750 coups par minute, mais elle est limitée à 450 (tir de barrage, avec trois chargeurs en une minute), 150 (tir de neutralisation et d'interdiction, un chargeur par minute) ou 50 coups par minute (tir de harcèlement, le tiers d'un chargeur). Le refroidissement des tubes est accéléré par un pulvérisateur à eau ou par immersion dans un bac.
Le bloc 3, au nord du sommet, est une casemate d'artillerie flanquant vers le nord, avec deux canons-mortiers de 75 mm modèle 1931, deux mortiers de 81 mm en sous-sol, un créneau pour un jumelage de mitrailleuses, deux cloches GFM (l'une servant aussi d'observatoire, indicatif O 7), une cloche LG et un poste optique vers l'ouvrage de Sainte-Agnès.
Le bloc 4, à l'extrémité est du promontoire, est une casemate d'infanterie, armée avec un créneau FM, une cloche pour mitrailleuses et une cloche GFM (observatoire auxiliaire, indicatif O 6) et une cloche JM.

## Histoire

### Construction et équipage
En 1927, les discours de Benito Mussolini réclamant le rattachement de Nice, de la Savoie et de la Corse, ainsi que des incidents de frontière, ont pour conséquences le retour des garnisons françaises dans les anciens forts de haute montagne, puis en 1928 le début de la construction de nouvelles fortifications : la ligne Maginot. En priorité doivent être construits dans les Alpes deux couples d'ouvrages (avec un ouvrage sur une hauteur et l'autre en contrebas, se soutenant mutuellement) : d'une part l'Agaisen et Saint-Roch barrant la route descendant du col de Tende à Sospel, d'autre part Roquebrune et Cap-Martin barrant la route du littoral. L'avant-projet d'un ouvrage à Roquebrune est examiné par la CORF le 22 octobre 1930 qui le simplifie pour faire des économies budgétaires : le bloc prévu à l'ouest, près de l'entrée, armé de quatre mortiers de 81 mm, est ajourné (sa construction commence en 1939, la fouille est encore visible), tandis qu'un bloc d'infanterie à côté du bloc 4, tirant vers le nord, est supprimé. La cloche observatoire VDP prévue pour le bloc 4 est remplacée par une cloche GFM pour améliorer un peu la défense des dessus. La construction est confiée à l'entreprise Thorrand & Cie (qui se charge aussi de l'ouvrage du Mont-Agel) en novembre 1930. Le chantier commence en novembre 1931 et se termine en juillet 1933, pour un coût total de 20,3 millions de francs (valeur de décembre 1936).
La garnison de l'ouvrage (à l'époque on parle d'équipage) est interarmes, composée de fantassins, d'artilleurs et de sapeurs. En temps de paix, elle est fournie par des unités de la 15e région militaire : le 10 avril 1934, le 5e bataillon du 3e régiment d'infanterie alpine (le 3e RIA) est créé pour fournir les équipages du sous-secteur, avec garnison à Nice. En octobre 1935, le bataillon est renommé en 76e bataillon alpin de forteresse (le 76e BAF), dépendant de la 58e demi-brigade alpine de forteresse (la 58e DBAF), cette dernière ayant la charge de tous les ouvrages du secteur fortifié des Alpes-Maritimes. Les artilleurs sont depuis avril 1935 ceux du Ier groupe du 157e régiment d'artillerie à pied (157e RAP), renommé en octobre 1938 157e régiment d'artillerie de position, tandis que les sapeurs sont issus des 7e (pour les électromécaniciens) et 28e (pour les télégraphistes) régiments du génie.
Lors de la mise sur pied de guerre d'août 1939, l'application du plan de mobilisation fait gonfler les effectifs avec l'arrivée des réservistes (des frontaliers et des Niçois) et entraine le triplement des bataillons les 24 et 25 août : la 2e compagnie du 76e BAF donne naissance au 96e BAF, au sein de la 58e DBAF. Ce 96e BAF a la charge du quartier Menton, c'est-à-dire les ouvrages de Roquebrune, de la Croupe-du-Réservoir et de Cap-Martin, ainsi que les avant-postes de Collet-du-Pilon et de Pont-Saint-Louis. Les artilleurs sont désormais ceux de la 11e batterie du 157e RAP (créé autour des Ier et IVe groupes du 157e RAP), tandis que les sapeurs sont regroupés depuis le 27 août 1939 dans le 215e bataillon du génie de forteresse (commun à tout le secteur). Pour l'ouvrage de Castillon, l'équipage total est de 337 soldats et sous-officiers, encadrés par sept officiers.

### Combats de 1940
Le royaume d'Italie déclare la guerre à la République française et au Royaume-Uni le 10 juin 1940. Le mauvais temps retarde l'attaque quelques jours ; les opérations commencent le 14 juin, avec le franchissement des différents points de passage frontaliers. La route littorale est bloquée par les tirs de l'avant-poste de Pont-Saint-Louis mais les troupes italiennes pénètrent quand même dans Menton le 23 juin (la population civile a été évacuée dès le 3 juin) en passant par les chemins de l'arrière-pays et la voie ferrée.
Le 23 juin à 17 h 50, l'artillerie de Cap-Martin, Roquebrune, Mont-Agel et Sainte-Agnès tirent sur Menton. Vers 18 h, les observateurs (trompés par le brouillard et la pluie) signalent à tort des Italiens s'approchant de la ligne de défense : les jumelages de mitrailleuses de Cap-Martin et de Roquebrune déclenchent un feu croisé, renforcé par les tirs d'artillerie de tous les ouvrages et batteries à portée (les trois batteries de 155 mm du IIe groupe du 157e RAP). Le 24, le bloc 2 de Roquebrune continue de tirer sur les Italiens se trouvant dans Menton, jusqu'à l'entrée en application de l'armistice entre l'Italie et la France le 25 juin à 0 h 35. Du 23 au 25 juin 1940, le bloc 2 de l'ouvrage de Roquebrune a tiré un total de 599 obus de 75 mm et 770 de 81 mm.

### Occupation et libération
La garnison française évacue l'ouvrage pendant les premiers jours de juillet, la partie alpine de la ligne Maginot se trouvant intégralement dans la zone démilitarisée en avant de la petite zone d'occupation italienne. En novembre 1942, l'occupation italienne s'étend jusqu'au Rhône (invasion de la zone libre), puis le 8 septembre 1943 les troupes allemandes remplacent celles italiennes (conséquence de l'armistice de Cassibile), jusqu'à l'arrivée des forces américaines le 6 septembre 1944 (à la suite du débarquement de Provence).
L'ouvrage est remis en état dans les années 1950 (il pouvait servir de nouveau dans un contexte de la guerre froide), puis déclassé, mais l'Armée française l'entretien jusqu'à la fin des années 1970, l'utilisant comme dépôt. Des ferrailleurs s'en prirent aux équipements pendant les années 2000.

### État actuel
L'ouvrage, appartenant à la commune de Roquebrune-Cap-Martin, est fermé au public, mais la mairie s'en sert pour stocker des archives ainsi que des décorations de Noël. Le fort est totalement vide, l'armement a été retiré, mais les extérieurs sont visitables grâce à des chemins créés par la municipalité pour en faire une sorte de parc (son nom est le parc naturel du Cros de Caste). Le fossé diamant de l'entrée est comblé et des rambardes de sécurité ont été installées.